# Ivica Banović
Ivica Banović (ur. 2 sierpnia 1980 w Zagrzebiu) piłkarz chorwacki grający na pozycji środkowego pomocnika.
Banović pochodzi ze stołecznego Zagrzebia i tam też zaczynał piłkarską karierę w klubie NK Zagreb. W premierowym sezonie (1997/1998) zagrał w 11 meczach głównie jako rezerwowy, a z drużyną NK zajął 3. miejsce w lidze. W kolejnym sezonie Banović grał już częściej w pierwszym składzie – 2-krotnie więcej jak w pierwszym sezonie, ale NK tym razem zawiodło swoich kibiców i zajęło dopiero 9. miejsce w lidze. Sezon 1999/2000 był bodaj najlepszym dla Ivicy w jego karierze w ojczyźnie. Zdobył aż 8 bramek w lidze, był jednym z najskuteczniejszych pomocników Prva HNL. Jedynie niepocieszony mógł być faktem, że NK zajęło znów niezbyt dobre 8. miejsce. Za to Ivicą zainteresował się dyrektor sportowy Werderu Brema odpowiedzialny za transfery, Klaus Allofs i latem 2000 za 1,9 miliona euro Banović został sprzedany do klubu z Weserstadion. Wydawało się, że po tak dobrym w sezonie w Chorwacji, Banović poradzi sobie i w Werderze. Jednak Banović musiał walczyć o miejsce na środku pomocy z takimi zawodnikami jak: Andreas Herzog, Torsten Frings, Tim Borowski czy Johan Micoud i przez 4 sezony na boisku pojawił się zaledwie 52 razy w dużej większości jako rezerwowy zawodnik. W sezonie 2003/2004 Banović został nawet mistrzem Niemiec, ale miał bardzo mały wkład, bo tylko 3-krotnie pojawił się na boisku w końcówkach meczów. W tym sezoni Werder ustrzelił dublet i Banović może czuć się także zdobywcą Pucharu Niemiec. Po sezonie, w lipcu 2004 Ivica zdecydował się opuścić Werder i podpisał kontrakt z innym zespołem Bundesligi 1. FC Nürnberg. Co prawda drużyna z Norymbergi rok w rok broni się przed spadkiem, ale do Banovicia nie można mieć większych pretensji i wreszcie, gdy tylko zdrowie mu dopisuje, znów gra w pierwszym składzie.
W reprezentacji Chorwacji Banović zadebiutował 18 sierpnia 2004 roku w wygranym 1:0 meczu z reprezentacją Izraela, kiedy to w 60 minucie zmienił Niko Kranjčara. Jednak w reprezentacji Banović nie sprawdził się i na kolejną szansę będzie musiał trochę poczekać. W reprezentacji zagrał jak na razie tylko dwukrotnie (stan na 5 sierpnia 2006). W 2011 roku w zimowym okienku został wypożyczony został do MSV Duisburg. Latem 2011 odszedł do Energie Cottbus.

## Kariera
| Sezon   | Klub                | Kraj      | Rozgrywki     | Mecze | Bramki |
| ------- | ------------------- | --------- | ------------- | ----- | ------ |
| 1997/98 | NK Zagreb           | Chorwacja | Prva HNL      | 11    | 0      |
| 1998/99 | NK Zagreb           | Chorwacja | Prva HNL      | 22    | 1      |
| 1999/00 | NK Zagreb           | Chorwacja | Prva HNL      | 29    | 8      |
| 2000/01 | Werder Brema        | Niemcy    | Bundesliga    | 17    | 0      |
| 2001/02 | Werder Brema        | Niemcy    | Bundesliga    | 17    | 1      |
| 2002/03 | Werder Brema        | Niemcy    | Bundesliga    | 15    | 1      |
| 2003/04 | Werder Brema        | Niemcy    | Bundesliga    | 3     | 0      |
| 2004/05 | 1. FC Nürnberg      | Niemcy    | Bundesliga    | 22    | 3      |
| 2005/06 | 1. FC Nürnberg      | Niemcy    | Bundesliga    | 23    | 2      |
| 2006/07 | 1. FC Nürnberg      | Niemcy    | Bundesliga    | 25    | 5      |
| 2007/08 | SC Freiburg         | Niemcy    | 2. Bundesliga | 33    | 1      |
| 2008/09 | SC Freiburg         | Niemcy    | 2. Bundesliga | 22    | 1      |
| 2009/10 | SC Freiburg         | Niemcy    | Bundesliga    | 25    | 4      |
| 2010/11 | SC Freiburg         | Niemcy    | Bundesliga    | 2     | 0      |
| 2010/11 | MSV Duisburg (wyp.) | Niemcy    | 2. Bundesliga | 16    | 1      |
| 2011/12 | Energie Cottbus     | Niemcy    | 2. Bundesliga |       |        |